# Ophioglossolambis digitata
Ophioglossolambis digitata (nomeada, em inglês, Elongate spider conch ou Finger spider conch; no século XX com a denominação científica Lambis digitata, no gênero Lambis) é uma espécie de molusco gastrópode marinho pertencente à família Strombidae. Foi classificada por George Perry em 1811, nomeada Strombus digitatus na obra Conchology, or the Natural History of Shells, sendo encontrada no oeste do oceano Índico, nas costas da África Oriental (Quênia, Tanzânia, Moçambique, Madagáscar, Maurícia, ilhas Mascarenhas) e KwaZulu-Natal, na África do Sul, até a Polinésia (Samoa). O significado de digitata, ou digitatus, é "possuindo dedos", referente às suas projeções do lábio externo.

## Descrição da concha
Conchas chegando a 18 centímetros de comprimento, quando desenvolvidas; de coloração branca, salpicada ou estriada de castanho. O canal sifonal é mais ou menos longo e recurvado em direção à abertura. A superfície possui relevo de costelas em espiral, cobertas por nódulos, irregularmente espaçados, em suas voltas posteriores. Abertura delicadamente estriada, internamente de coloração castanho-violeta, dotada de listras brancas, na parte interna de seu lábio externo e em sua columela. As projeções de seu lábio externo são onduladas e curtas, as que que ficam na extremidade posterior, quando o animal se desloca, são mais longas e a mais próxima à sua espiral tende a se bifurcar em sua extremidade.

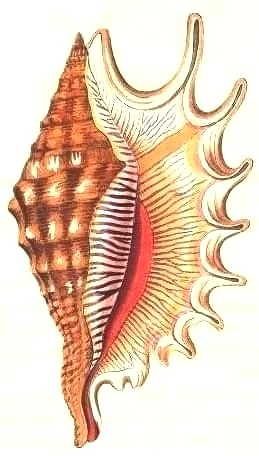
Ilustração da concha de O. digitata retratando o seu tipo nomenclatural; retirada da obra de George Perryː Conchology, or the Natural History of Shells.

## Habitat e hábitos
Ophioglossolambis digitata ocorre em águas rasas da zona nerítica.